# Casa d'Enric Turull
La Casa d'Enric Turull és una obra de Sabadell (Vallès Occidental) protegida com a Bé Cultural d'Interès Local.

## Descripció
Edifici construït en dues etapes. La primera l'any 1896 on es va aixecar un casal cantoner amb pati posterior format per planta baixa i dos pisos. En la segona etapa es va edificar l'edifici bancari del costat del casal, amb el mateix nombre de plantes i el mateix tractament però sense convertir-se en un mimesi de l'anterior. Entremig dels dos edificis hi ha un torre que centra la composició i fa de ròtula. Cal destacar-ne els elements neogòtics de la façana, la cornisa, els trencaaigües de les obertures i les reixes de ferro forjat.

## Història
El pati del casal va desaparèixer ocupat per un lloc d'aparcaments, fet que ha portat també a la pèrdua de sentit de la façana posterior.